# Bierutowo (gmina)
Gmina Bierutowo / Gmina Pomorska Wieś – dawna gmina wiejska istniejąca w latach 1945–1954 w woj. gdańskim (dzisiejsze woj. warmińsko-mazurskie). Siedzibą władz gminy była Pomorska Wieś (pocz. Bierutowo, niem. Pomehrendorf).
Gmina Bierutowo powstała po II wojnie światowej (1945) na terenie tzw. Ziem Odzyskanych (tzw. IV okręg administracyjny – Mazurski). 25 września 1945 roku gmina – jako jednostka administracyjna powiatu elbląskiego – została powierzona administracji wojewody gdańskiego, po czym z dniem 28 czerwca 1946 roku weszła w skład woj. gdańskiego. Według stanu z 1 lipca 1952 roku gmina składała się z 12 gromad: Czechowo, Dębice, Gronowo, Kamiennik Wielki, Komorowo, Myślęcin, Nowina, Pilona, Pomorska Wieś, Przezmark, Sierpin, Weklice, Wilkowo i Zalesie.
Gmina została zniesiona 29 września 1954 roku wraz z reformą wprowadzającą gromady w miejsce gmin. Jednostki nie przywrócono 1 stycznia 1973 roku wraz z kolejną reformą reaktywującą gminy.